# Amazon Alexa
Amazon Alexa, detto semplicemente Alexa, è un assistente virtuale sviluppato dall'azienda statunitense Amazon, utilizzato per la prima volta nei dispositivi Amazon Echo e Amazon Echo Dot.

## Funzioni
Alexa è un'intelligenza artificiale in grado di interpretare il linguaggio naturale e dialogare con gli umani fornendo informazioni di diverso tipo ed eseguendo differenti comandi vocali. Tra le funzioni più comuni: riprodurre musica, gestire liste (della spesa o delle cose da fare), impostare promemoria e sveglie, effettuare streaming di brani musicali e podcast, riprodurre audiolibri e fornire previsioni meteorologiche, informazioni sul traffico e riprodurre altre informazioni in tempo reale, come le notizie. Alexa può anche controllare diversi dispositivi intelligenti, usando se stesso come sistema di automazione domestica per la gestione della domotica.

### Attivazione
La maggior parte dei dispositivi dotati di Alexa (come Echo) consente agli utenti di attivare il dispositivo con la voce, utilizzando la cosiddetta parola di attivazione (wake-up word). La parola di attivazione di default è "Alexa", ma è anche possibile scegliere, nell'app, le parole "Echo", "Computer" o "Amazon". Altri dispositivi (come l'app Alexa) richiedono all'utente di premere un pulsante per attivare la modalità di ascolto di Alexa.

### Skill
Alcune funzioni di Alexa sono native (ricerche sul web, sveglie, liste, meteo, ecc.), altre, invece, richiedono l'attivazione di app di terze parti (skill) per permettere ad Alexa di utilizzarle. Le skill si possono attivare nell'app Alexa o nello store di Amazon e interessano diverse categorie: stili e tendenze, consultazione e informazione, cibo e bevande, giochi e quiz, salute e benessere, film e TV, utility, affari e finanza, bambini e ragazzi, casa intelligente, informazioni utili sulle città, meteorologia, musica e audio, notizie, produttività, sport, umorismo e curiosità, viaggi e trasporti. Tramite la pagina internet dedicata in inglese è possibile creare delle skill personalizzate per un'esperienza personale unica. È possibile anche progettare delle skill da poter vendere all’interno dello store Amazon.

### Musica
Alexa è in grado di riprodurre brani musicali, podcast e radio, utilizzando servizi e piattaforme come Amazon Music Unlimited, Spotify sia Premium che gratuito, Deezer, TuneIn ed Apple Music. Per poter utilizzare servizi di terze parti, è necessario collegare l'account nell'app di Alexa.

### Chiamate, messaggi e annunci
Alexa permette di inviare messaggi tramite l'app ad altri utenti dell'app Alexa oppure ai dispositivi Echo a cui l'account Alexa è associato. I messaggi testuali possono essere scritti solo dall'app, mentre i messaggi inviati da un Echo saranno trasmessi a voce. Alexa non permette di inviare allegati come foto o video. L'assistente vocale permette anche di effettuare chiamate tra diversi dispositivi Echo (tramite la voce o app) oppure avviare una conversazione bidirezionale immediata tra i diversi dispositivi Echo della casa o tra due contatti Alexa. È possibile effettuare chiamate via Skype. Inoltre, è possibile effettuare un annuncio vocale, un messaggio registrato che verrà trasmesso in tutti gli smart speaker connessi alla medesima rete wi-fi.

### Ordinazione
Il cibo da asporto può essere ordinato utilizzando Alexa.

### Casa intelligente
Alexa può interagire e controllare, individualmente o in gruppo, diversi dispositivi connessi, come termostati, lampadine, prese, interruttori, telecamere, videocitofoni, serrature, robot aspirapolvere, router e console.

## App
L'app Alexa è disponibile su iOS o Android e viene utilizzata per gestire l'account Alexa e i dispositivi associati, per scaricare le skill e gestire la musica, i promemoria e le liste della spesa e delle cose da fare.

## Dispositivi con Alexa integrato
Amazon Alexa in italiano è nativamente integrato in tutta la linea Amazon Echo, sulla Fire tv e in diversi dispositivi intelligenti.

### Smart Speaker e soundbar
- Amazon Echo Flex
- Amazon Echo 2 generazione
- Amazon Echo Dot
- Amazon Echo Plus
- Amazon Echo Spot
- Amazon Echo Show
- Amazon Echo Show 5
- Amazon Echo Show 8
- Amazon Echo Show 10
- Amazon Echo Show 15
- Amazon Echo Show 21
- Amazon Echo Input
- Amazon Echo Auto
- Sonos One
- Bose Home Speaker 500
- Sonos Beam
- Bose Soundbar 500
- Bose Soundbar 700
- Lenovo Smart Tab
- Harman Kardon Allure
- Amazon alexa touchscreen di ultima generazione

### Cuffie e auricolari
- Bose QuietComfort 35
- Jabra Elite Active 65T
- Jabra Elite 65T
- Jabra Elite 45E
- Jabra Elite 65E

### Router
- Asus Lyra Voice
- Netgear Orbi Voice

### Smart Watch
- Fitbit Versa 2
- Amazfit Verge
- Mi Watch

## Compatibilità
Amazon Alexa è compatibile con diversi marchi come Philips Hue, Xiaomi e Xiaomi Yeelight, D-Link, TP-Link, Arlo Netgear, Ezviz, Hive, Osram, Netatmo, Tado, Lifx, BTicino, Ring, Blink, iRobot Roomba, Hisense, Neato Robotics, Proscenic, Comelit, Nuki e Powahome.. Per alcuni marchi solo alcuni modelli e tipologie di prodotto sono compatibili.

## Disponibilità
A novembre 2018, Alexa era disponibile in 41 paesi. Più recentemente, Alexa è stata lanciata in Arabia Saudita e negli Emirati Arabi Uniti, il 7 dicembre 2021.
| Data                                               | Paese               |
| -------------------------------------------------- | ------------------- |
| 6 novembre 2014 (edizione limitata) 28 giugno 2015 | Stati Uniti         |
| 28 settembre 2016                                  | Regno Unito         |
| 26 ottobre 2016                                    | Germania            |
| 26 ottobre 2016                                    | Austria             |
| 4 ottobre 2017                                     | India               |
| 15 novembre 2017                                   | Giappone            |
| 5 dicembre 2017                                    | Canada              |
| 8 dicembre 2017                                    | Belgio              |
| 8 dicembre 2017                                    | Bolivia             |
| 8 dicembre 2017                                    | Bulgaria            |
| 8 dicembre 2017                                    | Cile                |
| 8 dicembre 2017                                    | Colombia            |
| 8 dicembre 2017                                    | Costa Rica          |
| 8 dicembre 2017                                    | Cipro               |
| 8 dicembre 2017                                    | Rep. Ceca           |
| 8 dicembre 2017                                    | Ecuador             |
| 8 dicembre 2017                                    | El Salvador         |
| 8 dicembre 2017                                    | Estonia             |
| 8 dicembre 2017                                    | Finlandia           |
| 8 dicembre 2017                                    | Grecia              |
| 8 dicembre 2017                                    | Ungheria            |
| 8 dicembre 2017                                    | Islanda             |
| 8 dicembre 2017                                    | Lettonia            |
| 8 dicembre 2017                                    | Liechtenstein       |
| 8 dicembre 2017                                    | Lituania            |
| 8 dicembre 2017                                    | Lussemburgo         |
| 8 dicembre 2017                                    | Malta               |
| 8 dicembre 2017                                    | Paesi Bassi         |
| 8 dicembre 2017                                    | Panama              |
| 8 dicembre 2017                                    | Perù                |
| 8 dicembre 2017                                    | Polonia             |
| 8 dicembre 2017                                    | Portogallo          |
| 8 dicembre 2017                                    | Slovacchia          |
| 8 dicembre 2017                                    | Svezia              |
| 8 dicembre 2017                                    | Uruguay             |
| 25 gennaio 2018                                    | Irlanda             |
| 1 febbraio 2018                                    | Australia           |
| 1 febbraio 2018                                    | Nuova Zelanda       |
| 6 febbraio 2018                                    | Francia             |
| 30 ottobre 2018                                    | Italia              |
| 30 ottobre 2018                                    | Spagna              |
| 12 novembre 2018                                   | Messico             |
| 3 ottobre 2019                                     | Brasile             |
| 7 dicembre 2021                                    | Arabia Saudita      |
| 7 dicembre 2021                                    | Emirati Arabi Uniti |

## Storia
Il 6 novembre 2014 Amazon presentò Echo, un dispositivo che il sito di news The Verge descrisse come «uno speaker pazzesco in grado di parlare con l’utente». Oggi siamo ormai abituati a vederlo nelle case, ma all’epoca rappresentava una novità. Echo era una piccola cassa bluetooth integrata con un assistente vocale, Alexa, sviluppato da Amazon anche grazie all’acquisizione della startup polacca Ivona nel 2013. L’idea alla base del progetto Echo risaliva al 2011, quando Jeff Bezos, fondatore e allora CEO di Amazon, propose di creare un dispositivo innovativo sfruttando i servizi cloud di Amazon Web Services (AWS). Secondo il giornalista Brad Stone, Bezos immaginava «un apparecchio da 20 dollari con il cervello nel cloud e completamente comandabile via voce», ispirandosi al computer di bordo dell’astronave Enterprise della serie Star Trek.
Nel 2017 l'interazione e la comunicazione con Alexa sono disponibili solo in inglese e tedesco. Da ottobre 2018 è disponibile anche in Italia. I programmatori hanno scelto il nome Alexa per via della consonante X, che dovrebbe rendere la parola più facilmente riconoscibile. Pensavano, inoltre, che il nome potesse evocare la Biblioteca di Alessandria.
A distanza di dieci anni, la linea Echo ha venduto più di 500 milioni di apparecchi (dati aggiornati al 2023).

## Ispirazione
Alexa è stata ispirata dalla voce computerizzata e dal sistema di conversazione a bordo della Enterprise nella saga di fantascienza Star Trek, a cominciare da Star Trek: The Original Series e Star Trek: The Next Generation.

## Privacy
Alcune perplessità sono state sollevate circa il trattamento della Privacy degli utenti che utilizzano Alexa. Nel 2019 l'azienda Bloomberg ha diffuso la notizia dell'esistenza di un vero e proprio team di persone incaricate di ascoltare delle registrazioni allo scopo di migliorare l'algoritmo della IA e quindi le risposte prodotte.
La notizia ha dunque portato numerosi esperti di GDPR a chiedersi quanto fosse a norma Alexa rispetto agli adempimenti del General Data Protection Regulation.